# Senna bicapsularis
Senna bicapsularis también conocido como cadecillo y frijolillo es una especie de arbusto perteneciente a la familia de las fabáceas. Es nativa del norte de América del Sur, desde Panamá hacia el sur hasta Venezuela y Colombia, así como las Indias Occidentales. Es una planta naturalizada e invasiva en varias zonas costeras de los trópicos, como las Islas Galápagos y Nueva Caledonia. En Chile se llama quebracho y en Perú, alcaparrillo.

## Descripción
Es un arbusto que alcanza un tamaño de hasta 3,5 m de altura. Las hojas son 2,5-9 cm de largo, pinnadas, con seis a ocho foliolos, los foliolos miden 1.6 a 4.5 cm de largo y 1.1 a 2.3 cm de ancho. Las flores se producen con unas pocas juntas en cortos racimos, las flores individuales son de color amarillo, de 12-16 mm de largo.

## Propiedades
Se le emplea para curar la erisipela en Morelos, y como antiséptico en Oaxaca.
Los nahuas de San Luis Potosí recurren a esta planta para la curación del encantamiento. Con tal motivo se hace una limpia al enfermo con siete hojas de ku ich kuahuitl (Cassia emarginata), pasándolas por todo el cuerpo. Asimismo, como parte de este tratamiento, mientras reza el curandero, sahuma el cuerpo del enfermo con un incienso de carbón, romero y copal y luego lo limpia con un huevo para sacar el "aire malo" que se ha posesionado de su cuerpo. Esta enfermedad se percibe porque el enfermo sufre ataques continuamente.
Historia
En el siglo XX, Maximino Martínez señala los usos siguientes: catártico y para contrarrestar los efectos de picaduras por artrópodos.
Química
Las hojas y tallos contienen alcaloides chaksinelike. Las semillas contienen galactomannanos. También se ha reportado la presencia en la planta de cassina, 2,6-dialkil-3- hidroxipiridina e isocassidina.

## Taxonomía
Senna bicapsularis fue descrita por (L.) Roxb. y publicado en Flora indica; or, descriptions of Indian Plants 2: 342. 1832.
Sinonimia
- Adipera bicapsularis (L.) Britton & Wilson
- Adipera spiciflora Pittier
- Cassia berterii Colla
- Cassia bicapsularis L.
- Cassia bicapsularis L. var. aristata DC.
- Cassia bicapsularis L. var. quadrijuga DC.
- Cassia collae G.Don
- Cassia emarginata L.
- Cassia inflata Spreng.
- Cassia limensis Lam.
- Cassia sennoides Jacq.
- Cassia spiciflora (Pittier) Pittier
- Cathartocarpus bicapsularis (L.) Ham.
- Chamaefistula inflata G.Don
- Isandrina arborescens Raf.
- Isandrina emarginata (L.) Britton & Rose[6]